# 三角地站 (新疆)
三角地站，位于中华人民共和国新疆维吾尔自治区阿克苏地区阿克苏市托普鲁克乡，是南疆铁路上的火车站，1999年开通运营。

## 概况
2021年8月8日12时，浙江省金华市在新疆阿克苏地区开行的首列援疆班列，满载着1504吨棉纱产品的“阿克苏-金华”援疆班列从阿克苏车务段三角地站驶出。